# Eva Gredal
Eva Gredal (ur. 19 lutego 1927 w Hvorup (Dania), zm. 2 sierpnia 1995 w Stege (Dania)) – duńska polityk i działaczka społeczna. Posłanka do duńskiego parlamentu Folketinget w latach 1971–1975 oraz 1977-79. Minister spraw społecznych w latach 1971–1973 i 1975-1978. Posłanka do Parlamentu Europejskiego w latach 1979–1989.

## Życiorys
E. Gredal w 1943 ukończyła gimnazjum i zdała maturę w 1947. Studiowała kilka lat na Uniwersytecie Kopenhaskim, ale w 1950 przerwała studia ze względu na małżeństwo. W 1954 ukończyła studia przygotowujące do zawodu pracownika socjalnego. 1959–1967 była przewodniczącą Duńskiego Stowarzyszenia Pracowników Socjalnych (duń: Dansk Socialrådgiverforening).
1967–1971 była wiceprezesem Krajowego Stowarzyszenia Higieny Psychicznej (duń: Landsforeningen for Mentalhygiejne) i redaktorką czasopisma „Mentalhygiejne” (1968-70).
Głosiła pogląd, iż pracownicy społeczni powinni działać za pośrednictwem partii politycznej, aby mieć większe wpływy na działania polityczne, dlatego też w 1968 dołączyła do Socjaldemokracji Danii, a w 1971 została wybrana do duńskiego parlamentu (Folketinget).
Od 11 października 1971 do 19 grudnia 1973 była ministrem spraw społecznych w trzecim rządzie Jensa Otto Kraga i w pierwszym rządzie Ankera Jørgensena. W tym czasie w 1973 weszła w życie reforma świadczeń zdrowotnych. Od 13 lutego 1975 do 30 sierpnia 1978 ponownie była ministrem spraw społecznych w drugim rządzie Ankera Jørgensena. 
Działała też na rzecz równości płci. Była długoletnią członkinią, a 1957-58 wiceprzewodniczącą Duńskiego Stowarzyszenia Kobiet. W 1974 poparła ustanowienie w Danii, za przykładem innych państw skandynawskich, Rady ds. Równouprawnienia. W 1975 przewodniczyła duńskiej delegacji na konferencji kobiet ONZ w Meksyku. W tym samym roku otrzymała „Mathildepris”, nagrodę duńskiego Stowarzyszenia Kobiet.
Od 17 lipca 1979 do 24 lipca 1989 była posłem do Parlamentu Europejskiego I i II kadencji, od 10 grudnia 1979 do 23 lipca 1984 członkinią prezydium Grupy Socjalistów, a od 24 lipca 1984 do 10 lutego 1985 wiceprzewodnicząca Grupy Socjalistów w Parlamencie Europejskim
Po odejściu z Parlamentu Europejskiego E. Gredal działała w Ruchu Europejskim, któremu przewodniczyła w latach 1990–1992. Kontynuowała też swoje działania społeczne jako dyrektor Stowarzyszenia Zdrowia Psychicznego (1990).

## Życie prywatne
Córka pastora Alberta Wilhelmssona Tuure (1903-1976) i jego żony Mary Larsen (1903-1992). 6 marca 1949 wyszła za mąż za Kaja Otto Gredala (16.06.1925-19.05.1992).